# Jimmy Bain

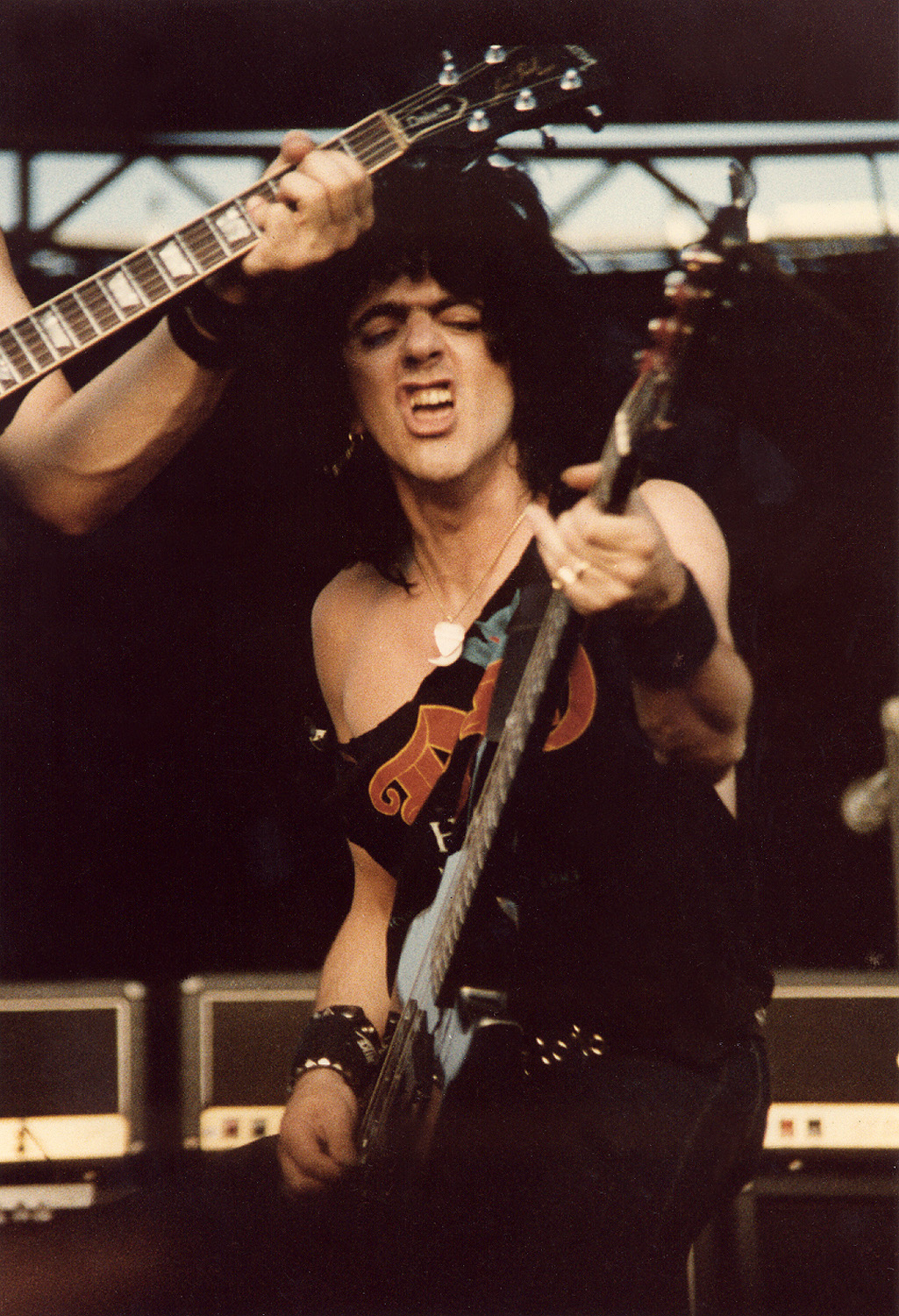
Jimmy Bain (1983)

James Stewart „Jimmy“ Bain (* 19. Dezember 1947 in Newtonmore, Highlands, Schottland; † 23. Januar 2016) war ein britischer Bassist, der durch sein Engagement bei Rainbow und Dio bekannt wurde. Außerdem schrieb er zusammen mit Thin-Lizzy-Frontman Phil Lynott die Songs auf dessen Soloalben.

## Jugend
In seiner Jugend spielte James „Jimmy“ Bain in mehreren Amateurbands aus der Umgebung seiner Geburtsstadt, bevor er mit seinen Eltern nach Vancouver emigrierte. Er spielte in seinen frühen Zwanzigern bereits professionell in einer Gruppe namens Street Noise. Als er 1974 zurück nach England ging, trat er in London der Band Harlot bei, nachdem er kurz vorher ein Angebot von The Babys abgelehnt hatte.

## Rainbow
Bain wurde 1975 eingeladen, Rainbow beizutreten, nachdem der Gitarrist Ritchie Blackmore ihn im Marquee Club gesehen hatte. Auf dem Album Rising von Rainbow war Bain der Bassist, genauso wie auf der nachfolgenden Welt-Tournee. Im Januar 1977 wurde Bain aus der Band geworfen.
Er tourte daraufhin mit John Cale durch Europa und spielte auf Ian Hunters Album Overnight Angels.

## Wild Horses und danach
Im Sommer des Jahres 1978 gründete Bain eine Band namens Wild Horses, zusammen mit dem ehemaligen Thin-Lizzy-Gitarristen Brian Robertson, dem Schlagzeuger Clive Edwards (Pat Travers, Uli Jon Roth’s Electric Sun) sowie dem Gitarristen und Keyboarder Neil Carter (später bei UFO und Gary Moore). Wild Horses veröffentlichten zwei Alben auf EMI, The First Album (1980) und Stand Your Ground von 1981. Auf letzterem spielte John Lockton (Ex-The Next Band) anstelle von Carter. Robertson und Edwards verließen die Band im Juni 1981. Robertson spielte darauf im nächsten Jahr kurze Zeit bei Motörhead, während Edwards bei Bernie Marsdens S.O.S. unterkam.
Bain stellte daraufhin eine neu formierte Ausgabe der Wild Horses vor. Die neuen Mitglieder der Band waren die ehemaligen Lautrec-Mitglieder Reuben Archer (Gesang) und Laurence Archer (Gitarre) sowie Frank Noon von The Next Band am Schlagzeug. Kurze Zeit später wurde die Gruppe aber wieder aufgelöst. Danach arbeitete Jimmy Bain mit Roger Chapman, Roy Harper, Gary Moore und Kate Bush an The Dreaming. Er schrieb mit seinem guten Freund Phil Lynott die Songs für dessen beiden Solo-Alben. Als Keyboarder war er auch mit Lynott und dessen Band auf Tour.

## Dio
Im Jahre 1983 begann Bain mit dem ehemaligen Rainbow-Sänger Ronnie James Dio an dessen Soloprojekt zu arbeiten. Dort wirkte er auf vier Alben der Band Dio mit, bevor diese 1989 zerfiel und Ronnie James Dio auf seinem nächsten Album eine neue Truppe präsentierte. Zuvor hatte er auch einen zentralen Part im Songwriting-Prozess zu Stars, dem Heavy-Rock-Beitrag im Kampf gegen den Hunger, gestartet von Bob Geldof und Live Aid. Bain hatte 1988 einen Solovertrag mit Atco Records abgeschlossen und arbeitete mit Bruce Dickinson von Iron Maiden und dem Schlagzeuger Frankie Banali von Quiet Riot an einigen Demoaufnahmen. Diese waren kommerziellerer Art als die Lieder mit Dio.
Im Herbst 1989 formte Bain eine Band namens World War III, zusammen mit Mandy Lion. Die Band veröffentlichte 1991 ein Album und löste sich dann auf. Mitte der 1990er Jahre, als Bain eine Drogenabhängigkeit überwunden hatte, begann er an einem neuen Projekt zu arbeiten. Mit The Key versuchte er sich an einem melodiöseren und eher kommerziell ausgerichteten Sound. Gitarrist der Band war Tracy G, der zu dieser Zeit bei Dio in der Band spielte und ebenfalls Mitglied von World War III war.
Dios Konzept-Album Magica sah die Rückkehr Bains zu der Band. Er spielte daraufhin auf den beiden Alben Magica und Killing the Dragon mit.
In der Mitte der 1990er Jahre versuchte sich Bain an einem Soloalbum mit dem Namen Bain. Das Projekt wurde aber vor der Fertigstellung auf Eis gelegt.
Im Jahre 2005 tat er sich für zwei Projekte mit dem ehemaligen Black-Sabbath- und Dio-Drummer Vinnie Appice zusammen. Die beiden Projekte waren The Hollywood Alstarz und 3 Legged Dogg. Erstere Band spielte Konzerte, auf denen die größten Hits der individuellen Mitglieder aufgeführt wurden (Carlos Cavazo von Quiet Riot war ebenfalls in der Band), während die zweite Band eine CD mit neuem Material einspielte. In einem Interview mit dem Journalisten David Lee Wilson äußerte Bain seine Enttäuschung über Appices Entscheidung, die beiden Projekte zu verlassen und Heaven and Hell beizutreten.
2013 war er mit allen Musikern des Dio-Albums The Last in Line unter dem Namen Last in Line unterwegs.

## Tod
Bain starb während der Hysteria on the High Seas-Schiffstour von Def Leppard, auf der er mit "Last in Line" auftrat. Als offizielle Todesursache wurde Lungenkrebs genannt. Allerdings wusste Bain nichts von seiner tödlichen Erkrankung, obwohl er einige Zeit vor seinem Tod an Lungenentzündung litt und diese auch behandeln ließ. Die Aufnahmen zum ersten Album seiner Band Last in Line sowie die Proben und Auftritte im Rahmen der Schiffstour absolvierte er bis unmittelbar vor seinem Tod.

## Diskographie

### Mit Rainbow
- Rising (1976)
- On Stage (1977)
- Live in Germany (1990)

### Mit Mike Montgomery
- Solo (1976)

### Mit Phil Lynott
- Solo in Soho (1980)
- The Philip Lynott Album (1982)

### Mit Wild Horses
- The First Album (1980)
- Stand Your Ground (1981)

### Mit Gary Moore (nur Studioalben)
- Dirty Fingers (1983)

### Mit Dio (nur Studioalben)
- Holy Diver (1983)
- The Last in Line (1984)
- Sacred Heart (1985)
- Dream Evil (1987)
- Magica (2000)
- Killing the Dragon (2002)

### Mit World War III
- World War III (1991)

### Mit 3 Legged Dogg
- Frozen Summer (2006)